# Río Santiago (Esmeraldas)
El río Santiago o río Tenumpuela es un río del noroeste de Ecuador, ubicado en la provincia de Esmeraldas. Forma parte del sistema fluvial Santiago-Cayapas, uno de los más extensos y biodiversos de la región del Chocó ecuatoriano.

## Curso
El río nace en las estribaciones del Cayapas, al este de la provincia de Esmeraldas, en la confluencia de los ríos Lacas y Ramiyacu. Su curso se orienta en dirección noroeste, recibiendo aguas de diversos afluentes menores, hasta desembocar junto al río Cayapas, en la llamada Bocana del Santiago. En su tramo inferior es navegable y se utiliza para transporte fluvial.

## Poblaciones ribereñas
Una de las principales localidades asentadas a orillas del río Santiago es la parroquia rural de Borbón, cabecera parroquial del cantón Eloy Alfaro. Borbón fue creada por decreto presidencial el 3 de agosto de 1938, y publicada en el Registro Oficial el 12 de septiembre del mismo año.
Esta parroquia tiene una importante presencia afroecuatoriana y un marcado dinamismo comercial, siendo el muelle de Borbón un punto clave para el embarque y desembarque de mercancías. Las embarcaciones con motor fuera de borda son el medio principal de transporte sobre el río. También es relevante la pesca artesanal y la agricultura, con cultivos como plátano, cacao y coco.

## Historia

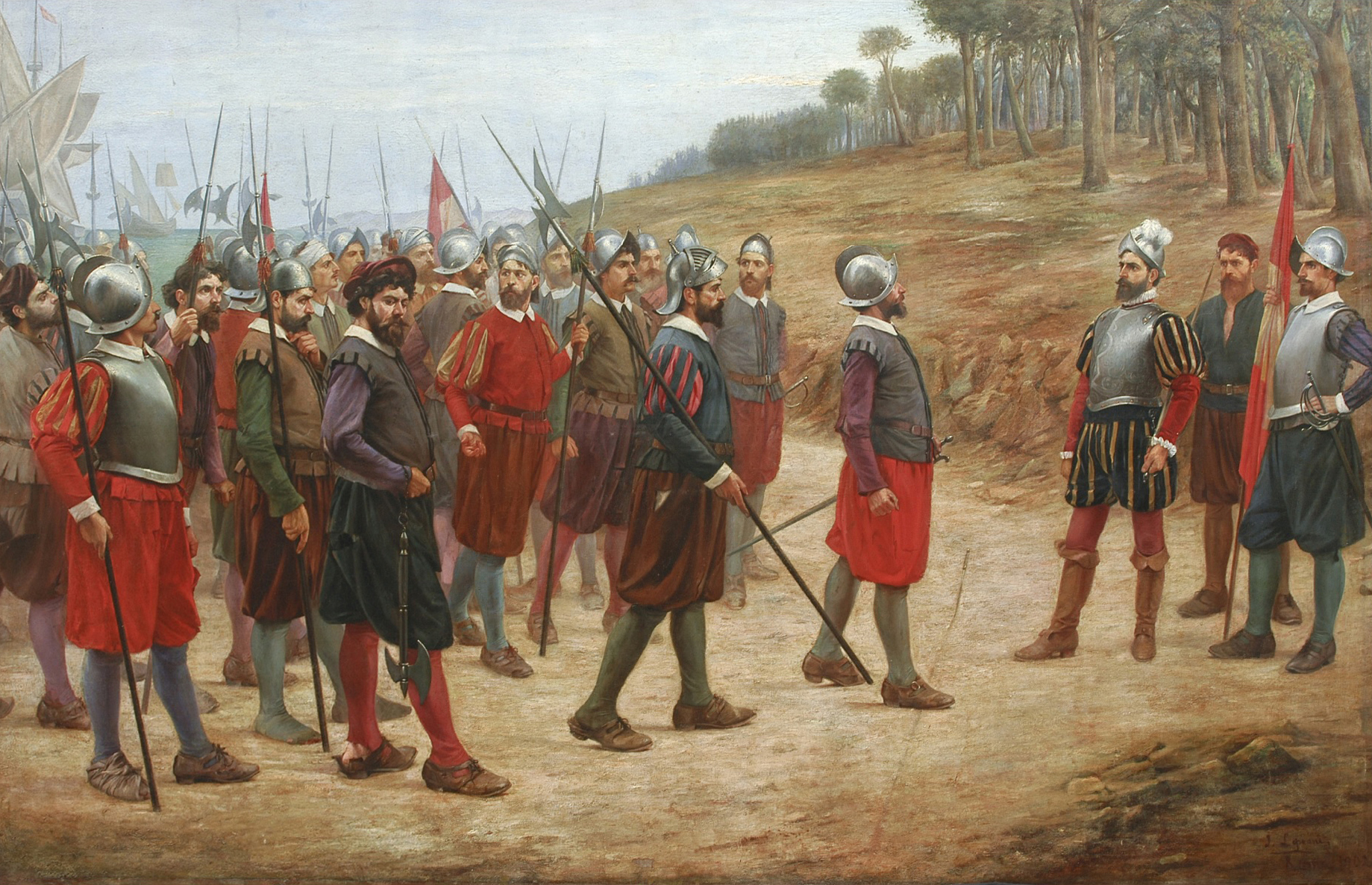
Los 13 de la Isla del Gallo, al norte de Esmeraldas

Antes de la llegada de los españoles, existían algunas culturas que vivían en Esmeraldas. Anteriormente este había sido el lugar donde se desarrollaría la cultura La Tolita, que dejó restos de cerámica, metalurgia y tolas que dan prueba de su desarrollo. Para el siglo XVI, un notable patrón hacia el establecimiento de asentamientos más pequeños se habían emplazado hacia el interior del norte de Esmeraldas. La costa aún contenía unos pocos asentamientos grandes, uno cerca de la cuenca del río Santiago y otro en Atacames, al sur del río Esmeraldas. 
Todos ellos se habían mantenido fuera de la conquista incaica. Sin embargo esto cambiaría después de la llegada de los conquistadores, como Nicolás de Ribera y Laredo, quienes entrarían en contacto con los indígenas de los poblados de Tenumpuela y Atacames en el año de 1526, mientras exploraban la costa que finalmente les condujo a Perú. En esta ocasión el conquistador Bartolomé Ruiz sería el primero en llegar a la Bahía de Tacames, por lo que encontró tres pueblos cuyos habitantes estaban engalanados con oro. El piloto continuó su viaje por la costa, y regresó con Pizarro, Almagro y sus hombres para posteriormente llegar en una bahía y toma posesión de la aldea nativa de Sagüe a orillas del Esmeraldas.

Capitulación de Toledo en 1529, la gobernación de Nueva Castilla se extendía entre la boca del río Santiago y el pueblo de Chincha.

Por la capitulación de Toledo de 1529, Pizarro recibió la autorización para la conquista y población de la provincia del Perú o Nueva Castilla, desde el pueblo de Tenumpuela o Santiago en la boca del río homónimo hasta el pueblo de Chincha (costa del actual Perú); entre ambos puntos mediaba una distancia que se estimaba de 200 leguas, pero que en la realidad era cercana a las 257. Gran parte de esta área, que se extendía por la costa del entonces llamado mar del Sur, había sido ya descubierta y explorada por Pizarro y su socio, el capitán Diego de Almagro, en los cinco años anteriores a la firma de la capitulación. 
Sería aquí cuando fundarían San Mateo de las Esmeraldas, el 21 de septiembre de 1526. Esto sería en el primer viaje de Pizarro. Esto continuaría por dos ocasiones más en la campaña de conquista del incario.

## Cultura
En Borbón y otros recintos ribereños se preservan tradiciones afroesmeraldeñas, como la música de marimba y los festivales locales. Entre las expresiones destacadas están el uso del bombo, el cununo, la maraca, el guasá y la marimba, así como danzas y cantos ancestrales. Festividades como la Catanga de Oro o la Merienda de Negros forman parte del patrimonio cultural local.
Un ícono de esta cultura fue Papá Roncón (Guillermo Ayoví Erazo), cultor afroesmeraldeño fallecido en 2022. En el parque central de Borbón se erigió un monumento en su honor.

## Medio ambiente
El río Santiago atraviesa zonas de gran biodiversidad. Parte de su cuenca forma parte de la Reserva ecológica Manglares Cayapas-Mataje, un área protegida que incluye estuarios, manglares y bosques húmedos tropicales.
En sectores como el recinto Punta de Piedra, el aprovechamiento maderero ha sido una actividad frecuente. No obstante, la deforestación sin control ha afectado al ecosistema local, poniendo en riesgo especies forestales nativas.